# Erythrus taiwanicus
Erythrus taiwanicus är en skalbaggsart som beskrevs av Heyrovský 1952. Erythrus taiwanicus ingår i släktet Erythrus och familjen långhorningar.
Artens utbredningsområde är Taiwan. Inga underarter finns listade i Catalogue of Life.